# Davide davanti all'Arca dell'Alleanza
Davide davanti all'Arca dell'Alleanza è un dipinto a olio su tela (260x153,5 cm) di Correggio, databile al 1515 circa e conservato in una collezione privata di Torino.

## Storia
Scoperto solo recentemente, nel 1996, questo dipinto è stato riconosciuto come opera del Correggio da Giovanni Romano. L'ascrizione, prontamente accolta da David Ekserdjian è sostenuta da considerazioni di ordine non solo stilistico.
Infatti si è riferito a quest'opera un passo dell'abate Luigi Lanzi in cui sono trattati “I giovani Mantegni”, gli artisti cioè attivi nella strettissima cerchia di Andrea Mantegna. Fra questi, Lanzi ricorda un certo Carlo del Mantegna che avrebbe lavorato nella cappella funeraria del padre e a “due istorie dell'Arca nel monistero di San Benedetto di Mantova, ove si rivede la maniera di Andrea ampliata alquanto, ancorché di forme men belle”.
Dal momento che sappiamo dai documenti rinvenuti che il Correggio aveva eseguito le portelle dell'organo di San Benedetto Po nel mantovano si è ipotizzato che sotto il nome del poco conosciuto Carlo del Mantegna si celasse in realtà un riferimento al Correggio giovane.
Il ritrovamento della tela di Torino infine ha offerto l'ultimo tassello mancante presentando un'iconografia assolutamente pertinente a quella descritta da Lanzi.

## Descrizione e stile
Nella tela è rappresentato il re David (con la corona e il tipico strumento musicale a corse) davanti all'Arca dell'Alleanza in uno stile che ricorda molto quello del Correggio e che, al tempo stesso, è intriso di suggestioni mantegnesche.
Scrisse a tal proposito Ekserdjian (1997): "Lo stile del David è sorprendentemente mantegnesco e può sembrare più facile associarlo agli inizi del Correggio, in particolare ai tondi di Sant'Andrea, che alla Madonna di San Francesco. Inoltre, il contenuto, l'uso della tela, il bordo dipinto e il fatto che sia solo una metà di un insieme più ampio indicano tutti che il presente dipinto era in origine una porta d'organo. [...] Dato che il soggetto era una processione trionfale, non sorprende che il Correggio traesse ispirazione dai Trionfi di Cesare di Mantegna. Suonatori di tromba compaiono nella prima e nella quarta tela di Mantegna, mentre sia la quarta che la quinta hanno dei buoi ben visibili. L'altro particolare di cui il Correggio si è appropriato è la figura che guarda indietro al fine di stabilire la continuità: la prima e la quinta tela del Trionfo contengono esempi di pose simili a quella adottata dal sacerdote che porta il rotolo in Correggio. Egli adotta un punto di vista più decisamente dal “sotto in su” determinato forse dalla posizione elevata delle porte dell'organo, ma segue Mantegna nel mettere Gerusalemme – ispirata ai paesaggi urbani dell'affresco dell'Incontro nella Camera degli Sposi – su un alto orizzonte".
Il particolare del toro che sta al centro e guarda fuori del quadro incrociando lo sguardo dell'osservatore e tradendo un'espressione sottilmente ironica ricorda sia i dettagli delle teste d'ariete affrescate nella Camera di San Paolo, sia analoghi artifici impiegati in figure di animali come il leone della Madonna di San Girolamo.
Ancora Ekserdjian: "I tratti più correggeschi della nuova tela sono la morbidezza e la fluidità della pittura, alquanto diversa dalla tecnica spigolosa di Mantegna. Inoltre, le tipologie dei volti sono proprie del Correggio, in particolare forse l'ispirato sguardo verso il cielo dello stesso David. Le sue gambe sono poi sorprendentemente vicine a quelle del Battista della Madonna di San Francesco, sebbene la parte superiore del corpo sia per necessità molto diversa. Anche le tenui armonie cromatiche sono del tutto caratteristiche del Correggio. E ancora, l'ampio uso di arancio intenso e blu-violetto rafforza l'idea che si tratti di un'opera realizzata attorno al 1515".
Restano ancora dubbi riguardo al periodo dell'esecuzione e, come accade sempre quando una nuova opera si aggiunge tardivamente al catalogo di un artista importante come il Correggio, sarà necessario aspettare ancora qualche anno perché la tela trovi il giusto spazio di considerazione negli studi specialistici.